# Lipid droplet
Les gotes lipídiques o lípid droplets (LD) en anglès, també anomenats cossos lipídics o adiposomes, són uns orgànuls cel·lulars que recullen i emmagatzemen lípids a les cèl·lules dels organismes. Habitualment, s'estudien en cèl·lules en cultiu perquè és difícil fer-ho en els teixits, per això s'utilitza la microscopia de fluorescència (amb una resolució de 200 nm), tot i que també es poden estudiar amb microscopia electrònica on són molt poc electrodensos i, per tant, es veuen de color blanc.

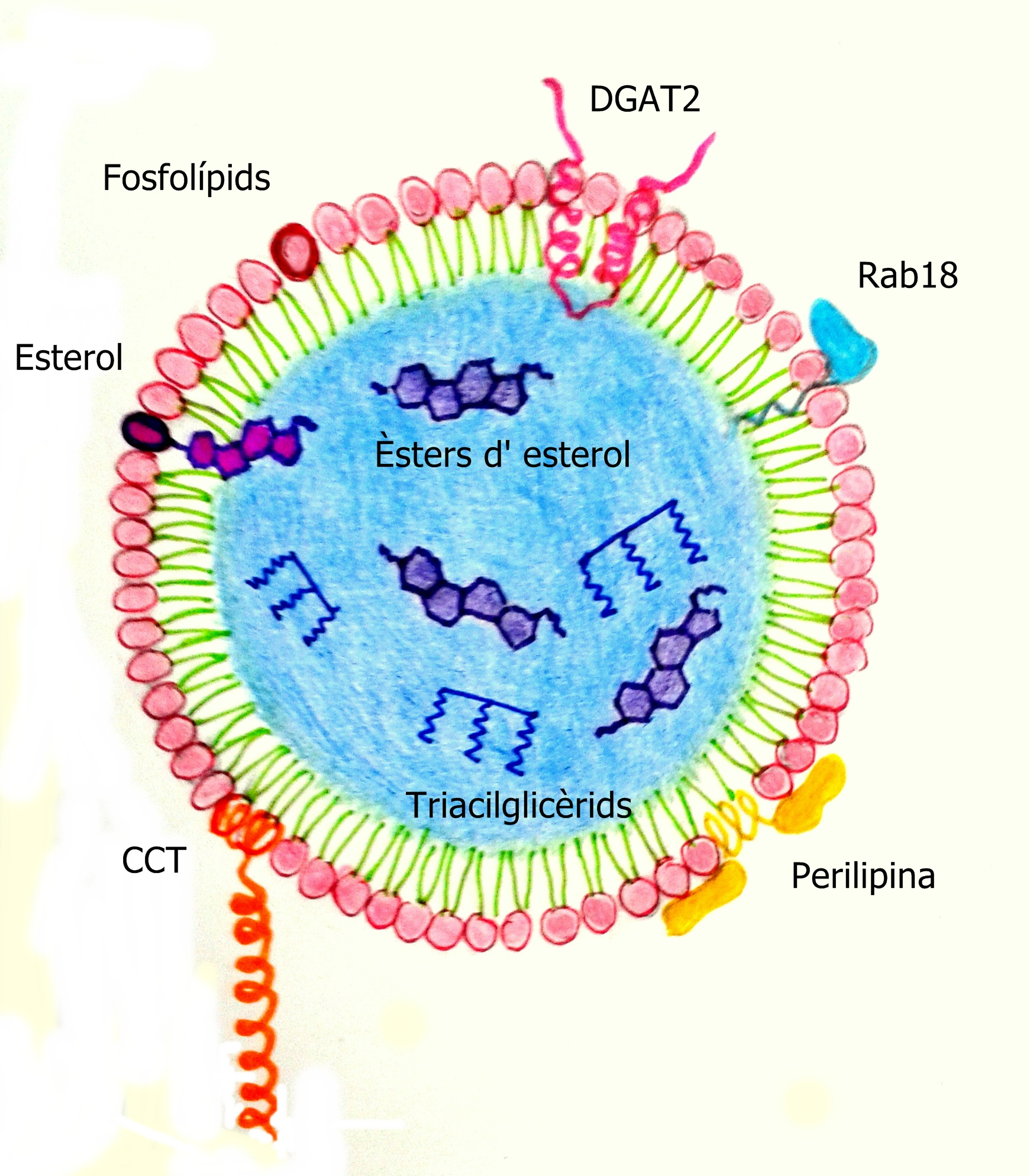
Estructura d'un LD

Es caracteritzen, principalment, perquè són capaços d'emmagatzemar lípids, és a dir, són una de les fonts principals de reserva energètica del cos (multiplica per 4 l'aportació d'àcids grassos provinents de l'oli). A més, el seu punt de fusió varia considerablement depenent de la llargada de les cues hidrocarbonades dels àcids grassos i també amb la quantitat de triacilglicerols i èsters d'esterol.

## Tipus
Hi ha dos tipus de gotes lipídiques, depenent de la cèl·lula on es localitzin: adipòcits o no adipòcits, i es diferencien, principalment, per la seva mida:
- Adipòcits: Només contenen un d'aquests orgànuls. El seu diàmetre és d'uns 100 µm i ocupa gairebé tot el volum de la cèl·lula. La superfície del cos lipídic és molt pròxima a la membrana plasmàtica.
- No adipòcits: Contenen un nombre elevat de cossos lipídics. El seu diàmetre és menor a 1 µm, per això, en general, els LDs es troben a una gran distància de la membrana plasmàtica de la cèl·lula.

## Funció
La funció principal de totes les LDs és la d'emmagatzemar majoritàriament triacilglicerols. Els cossos lipídics adipòcits, com a resposta a la demanda energètica de l'organisme, li aporten a aquests els àcids grassos per produir l'ATP que necessita. En canvi, els no adipòcits, en lloc d'emmagatzemar els lípids per la demanda del cos sencer, ho fan per la de la cèl·lula pròpia. Per poder respondre a les necessitats energètiques, una funció primordial dels LDs és la de la síntesi i el metabolisme d'un gran nombre de lípids.
Una altra de les funcions més importants de les LDs és la de regular l'acumulació d'àcids grassos i colesterol lliure a nivell intracel·lular, ja que altes concentracions d'aquestes dues molècules són perjudicials per les cèl·lules. Un dels mecanismes que utilitzen per neutralitzar la toxicitat és l'esterificació d'aquestes substàncies. A més, les LDs aporten una superfície d'unió per proteïnes. Unint proteïnes hidròfobes, els cossos lipídics poden actuar com una plataforma que impedeix que aquestes proteïnes formin agregats insolubles, i a més, ajuden que es degradin correctament, tot i que no només hi resideixen proteïnes destinades a ser degradades, sinó que sota algunes circumstàncies, també s'hi poden trobar proteïnes que tenen un destí diferent de la descomposició.
A part d'aquestes funcions, les gotes lipídiques semblen que també estan implicades en altres fenòmens. Per exemple, en els hepatòcits, l'apolipoproteïna lapidada B-100 (ApoB) s'acumula en els cossos lipídics quan el proteosoma o bé l'autofàgia són inhibits. La retenció de proteïnes hidrofòbiques com l'ApoB en els cossos lipídics és beneficiosa per la cèl·lula. Una hipòtesi proposada és que les gotes lipídiques deuen funcionar com un magatzem temporal de proteïnes hidrofòbiques i actuen com a plataforma per la seva degradació.
En certs experiments, es va trobar que molts autofagosomes es formaven a dins i al voltant de les gotes lipídiques. Aquest fet suggereix que els cossos lipídics no solament participen en el metabolisme dels lípids, sinó que poden arribar a tenir un paper crucial en el procés d'autofagocitosi. Recentment s'ha descobert la possibilitat que els lípids emmagatzemats dins aquests orgànuls també poden funcionar com a senyals o lligands per factors de transcripció. Un exemple és el paper de les LDs en la funció dels mitocondris cardíacs, ja que les LDs riques en triacilglicerols situades en les cèl·lules del múscul cardíac, són hidrolitzades amb l'objectiu de generar lligands lipídics per activar un tipus de receptor nuclear.

## Biogènesi
Tot i que s'han formulat diverses hipòtesis sobre la gènesi de les gotes lipídiques, cap ha obtingut les proves suficients per ser conclusives. El model clàssic postula que els cossos lipídics són formats a partir dels èsters lipídics sintetitzats en el reticle endoplasmàtic. Aquests èsters lipídics, s'acumulen dins la bicapa del reticle endoplasmàtic, i a mesura que el volum creix es forma la gota lipídica per gemmació, quedant aquest nou orgànul cobert per la part citoplasmàtica de la bicapa del reticle.

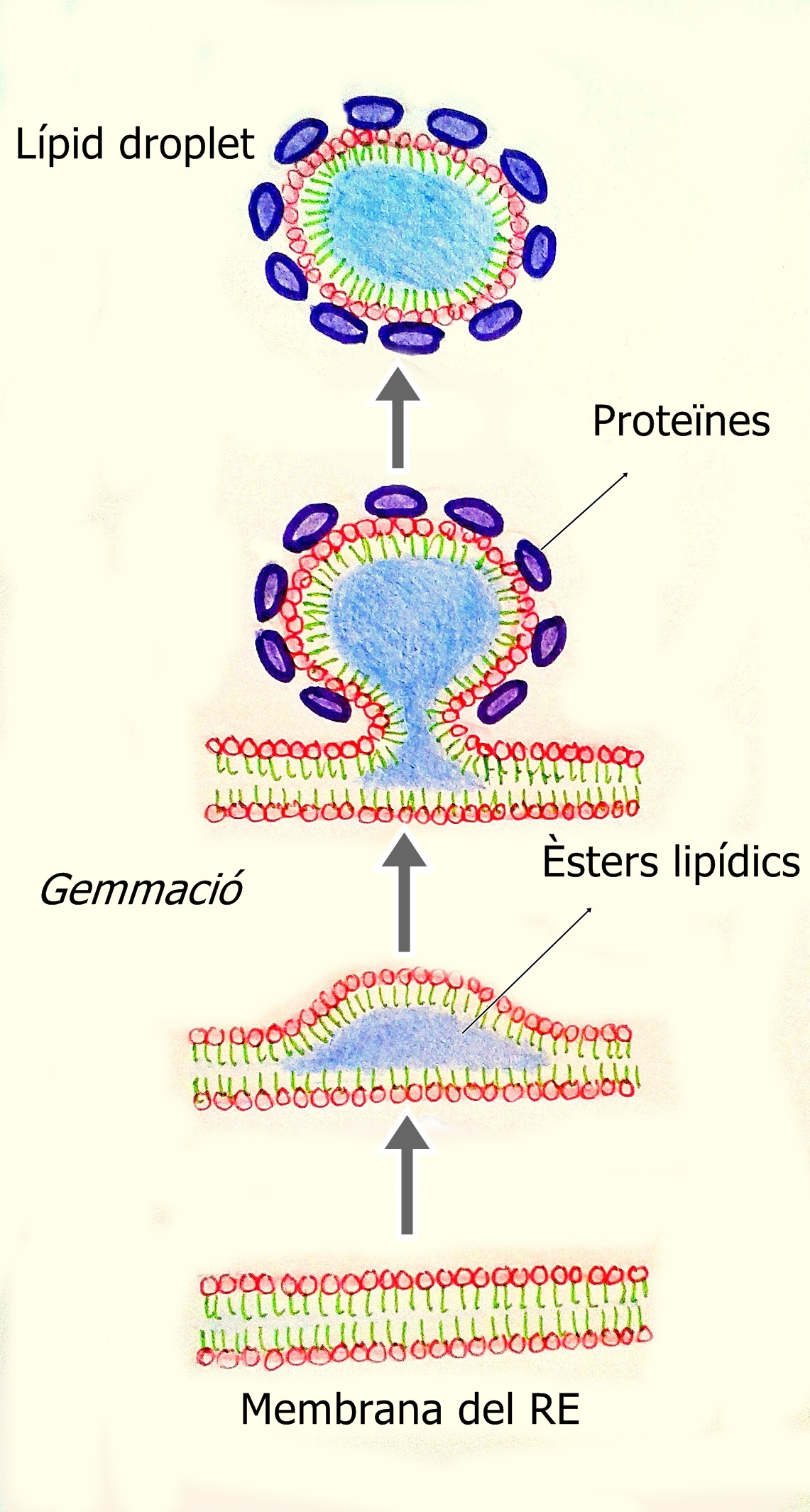
Procés de formació d'un cos lipídic

Aquest procés explicaria el fet que en gotes lipídiques aïllades es puguin trobar proteïnes transmembranals del RE.
La síntesi dels triacilglicerols i dels èsters de colesterol és catalitzada per dos enzims que es troben al reticle, la diacilglicerol aciltransferasa (DGAT) i l'acil-CoA colesterol aciltransferasa (ACAT).
Algunes proves suggereixen que la formació de LDs no sorgeix espontàniament, sinó que hi ha d'haver algun mecanisme d'activació. Una de les proteïnes candidates que podrien arribar a facilitar l'acumulació d'èsters lipídics és l'anomenada ADRP.
Se sap que les LDs acabades de néixer són molt petites, i han de passar per un procés de creixement. S'ha proposat que un possible mecanisme de creixement és la fusió de LDs, però aquest procés és molt poc freqüent i, a més, la fusió de LDs de mida similar suposaria un excés de fosfolípids. Un altre mecanisme, més vàlid, podria ser la síntesi d'èsters lipídics a prop dels cossos lipídics i que aquests s'incorporessin a aquest orgànul.

## Estructura
Gràcies a l'observació amb microscopi electrònic es poden descriure les gotes lipídiques com a estructures rodones. Tot i que els seus diàmetres normalment oscil·len entre 0.1 i 5 µm en els no-adipòcits, poden arribar fins a més de 100 µm quan es tracta de les LDs dels adipòcits.
Les gotes lipídiques estan formades bàsicament per un nucli lipídic, una monocapa fosfolipídica i proteïnes que estan incrustades o bé lligades a la monocapa, les gotes lipídiques són els únics orgànuls cel·lulars que tenen una monocapa lipídica.
Tot i que tant les LDs adipòcits com els no adipòcits tenen una estructura molt similar, existeixen unes petites variacions. Els fosfolípids que es poden trobar a la seva membrana inclouen: fosfatidilcolina, fosfatidiletanolamina, fosfatidilinositol, lisofosfatidilcolina i lisofosfatidiletanolamina. A més, també es pot trobar colesterol lliure en la seva membrana.
En els cossos lipídics dels adipòcits, els lípids predominants són els triacilglicerols, que en lloc de tenir una estructura interna, formen una massa homogènia. En canvi, en la majoria de LDs, es poden trobar triacilglicerols i èsters de colesterol en diverses proporcions. A més, s'ha pogut veure que en el nucli dels LDs no-adipòcits es troba una espècie d'estructures membranoses i una estructura interna que sembla derivada de particions entre triacilglicerols i èsters (èster de colesterol en mamífers i d'ergosterol en llevats i plantes).
Certes anàlisis fetes a llevats deixen veure que èsters d'esterol formen capes que envolten el nucli fet de triacilglicerols.
Tot i que en els cossos lipídics les proteïnes es troben generalment a la superfície, hi ha alguns estudis morfològics que demostren la presència de proteïnes, solubles i no solubles, en el nucli de l'orgànul.
Com ja s'ha dit anteriorment, hi ha una gran diferència pel que fa a la mida de les LDs adipòcits i no-adipòcits, i aquest fet influeix en el grau de curvatura de la superfície de les gotes lipídiques. Mentre que les LD dels adipòcits tenen una superfície gairebé plana, les LD no-adipòcits, les quals són molt més petites, tenen un alt grau de curvatura. Tot i la influència de la mida de les LD en la seva forma, no se sap si aquesta també influeix en la seva composició.

## Alliberament de lípids
Per tal de poder obtenir energia dels lípids emmagatzemats en els cossos lipídics, cal que aquests alliberin els lípids que emmagatzemen en el seu interior. Els lípids neutres de les LDs es mobilitzen mitjançant les lipases que a través de l'oxidació dels àcids grassos proporcionen energia metabòlica i lípids per a la síntesi de membrana.
En els adipòcits, la lipòlisi s'activa mitjançant senyals hormonals nutricionals i inflamatòries. Un segon missatger activa una proteïna quinasa que fosforila directament la perilipina i és sensible a l'hormona lipasa (HSL). L'ATGL i la HSL hidrolitzen els triacilacilglicerols i monoacilacilglicerols que són catabolitzats per obtenir glicerol i àcids grassos. Els diacilacilglicerols i els monoacilacilglicerols són parcialment hidrolitzats i s'utilitzen per sintetitzar fosfolípids. Els àcids grassos que s'alliberen durant la lipòlisi poden ser transformats a acetil-CoA i ser transportats al mitocondri per poder realitzar la beta-oxidació i proporcionar ATP a la cèl·lula. També poden entrar al nucli i actuar com a lligands per als receptors nuclears d'alguna hormona i regular la transcripció de gens o estar lliures per les cèl·lules per proporcionar combustible o molècules de senyalització a altres cèl·lules o teixits.

## Desplaçament
Segons si es tracta d'adipòcits o no-adipòcits, els cossos lipídics es desplacen de maneres diferents.
En el cas de les LDs no-adipòcits, hem de tenir en compte que, degut a la seva mida, han de recórrer llargues distàncies per moure's a través de la cèl·lula. Per poder realitzar aquests desplaçaments, fan servir els moviments direccionals a través dels microtúbuls amb l'ajuda de la dineïna i la quinesina. Per a realitzar moviments curts fan servir el moviment brownià. Tot i així, la distribució de les LDs està regulada per molts més factors que els microtúbuls: tot i que aquests són els més importants, també hi intervé l'associació amb altres orgànuls.
Les LDs en els adipòcits no poden recórrer llargues distàncies, ja que com s'ha dit anteriorment, ocupen, pràcticament, tot el volum de la cèl·lula, de manera que el seu desplaçament és diferent al de les LDs dels no-adipòcits, així que no es desplacen mitjançant els microtúbuls, sinó que aquests cossos lipídics fan servir els filaments intermedis, ajudant també a mantenir certa estabilitat estructural.

## Interacció amb altres estructures
Les gotes lipídiques són estructures molt dinàmiques que interaccionen amb molts altres orgànuls a dins la cèl·lula, ja que, com s'ha esmentat, són molt importants en els processos de senyalització i metabolisme i per això necessiten interaccionar amb altres estructures cel·lulars. Els cossos lipídics es relacionen, sobretot, amb el reticle endoplasmàtic i els mitocondris:
*Reticle Endoplasmàtic: les LDs es formen a la membrana del reticle endoplasmàtic, incorporant contínuament èsters lipídics que són sintetitzats en el mateix reticle, de manera que es pot formar el cos lipídic, facilitant el pas de lípids des del reticle a la LD i a l'inrevés. Es creu que aquest pas es fa gràcies a unes proteïnes que són capaces d'anar des del reticle fins als cossos lipídics transportant els lípids necessaris per a aquest orgànul, i com que aquesta proteïna és bidireccional, també és capaç de portar lípids des de la LD fins al reticle, de manera que hi ha una estreta relació entre aquestes dues estructures.
* Mitocondris: la interacció entre mitocondris i LDs és molt important, ja que són els mitocondris els que duen a terme part del procés de la β-oxidació, és a dir, de la degradació dels lípids per a poder obtenir energia, en forma d'ATP. Els mitocondris i els cossos lipídics es mouen pel mateix microtúbul, de manera que quan el cos necessita energia, el mitocondri persegueix el cos lipídic per a interaccionar i que aquest últim alliberi lípids per a poder ser degradats i obtenir l'energia necessària per al cos.
Les LDs també es relacionen amb altres orgànuls com per exemple els peroxisomes i els seus homòlegs en les cèl·lules vegetals, els glioxisomes, ambdós relacionats amb processos d'oxidació, i amb els fagosomes, endosomes i membrana plasmàtica, sobretot en els processos d'endocitosi de la cèl·lula.

## Malalties relacionades
Els lípids són un element molt important en el nostre cos, és per això que una manca o excés d'aquests pot provocar diferents patologies. En la majoria de cèl·lules dels mamífers, a la superfície de les gotes lipídiques s'hi pot trobar la proteïna ADFP. Se sap que les LDs actuen neutralitzant lípids tòxics, i diversos estudis relacionen ADFP amb aquesta acció. Un error en l'expressió d'aquestes proteïnes pot derivar en una mala homeòstasi de l'orgànul que resultarà en l'acumulació de teixit adipós, un fet que està relacionat amb el desenvolupament d'algunes malalties com l'hiperlipidèmia, la diabetis tipus 2, etc.
* Diabetis mellitus tipus II: apareix quan hi ha un excés de lípids en l'organisme i aquests s'emmagatzemen en els cossos lipídics.
* Càncer: en estudis recents s'ha trobat una relació entre les cèl·lules canceroses i la quantitat de LDs que es troben en aquestes. Les cèl·lules canceroses, necessiten molta energia per a proliferar, i l'obtenen del metabolisme dels lípids emmagatzemats en aquests orgànuls. Tot i així, encara no es coneix com s'acumulen les LDs en les cèl·lules canceroses.
* Hepatitis C: en moltes malalties infeccioses, tant de virus com de bacteris, s'ha trobat una relació entre l'agent infecciós i els cossos lipídics, en concret, el virus de l'Hepatitis C que, en infectar la cèl·lula hoste i injectar-li el seu genoma, aquest va a parar al Reticle Endoplasmàtic i envolta les gotes lipídiques, de manera que les utilitza per a produir virions, és a dir, rèpliques del virus sencer.
* Hipercolesterolèmia: consisteix a tenir un alt nivell de colesterol en sang a causa d'un desajust metabòlic que pot produir malalties greus relacionades amb el cor, és a dir, pot provocar cardiopaties. La hipercolesterolèmia es produeix quan hi ha un excés en la producció de lípids per part de les LDs, és a dir, una hiperlipidèmia i hiperlipoproteïnèmia.
* L'arteriosclerosi: està relacionada amb la deposició excessiva de lípids en els teixits, en aquest cas el colesterol, derivat d'apo B-lipoproteïnes que contenen les parets arterials. L'excés de colesterol és recollit i esterificat pels macròfags. Els èsters de colesterol, al seu torn, s'emmagatzemen en LDs fins que poden ser mobilitzats a lipoproteïnes d'alta densitat, que són transportades al fetge per eliminar el colesterol a la bilis.